# Phoneutria nigriventer toxin-3
Phoneutria nigriventer toxin-3, чаще называют — PhTx3.
В настоящее время известно, что в природе он встречается только в яде паука Phoneutria nigriventer, также известного как бразильский блуждающий паук.
Было проведено множество исследований этого нейротоксина, в том числе одно относительно его влияния на высвобождение 3H-ацетилхолина и одно, сравнивающее эффект с другими токсинами, используемыми Phoneutria nigriventer .

Другое исследование сделало следующие заявления: 
НЕЙРОТОКСИНЫ могут помочь в понимании механизмов, участвующих в нейротрансмиссии. Здесь мы сообщаем, что две изоформы нейротоксина, Tx3-3 и Tx3-4, полученные из яда паука Phoneutria nigriventer, ингибировали приток 45 Ca 2+ в кортикальные синаптосомы крыс, индуцированный ядом скорпиона tityustoxin . IC50 для Tx3-3 и Tx3-4 составляли 0,32 и 7,9 нМ соответственно. Нейротоксины Tx3-3 и Tx3-4 очень эффективно ингибируют приток 45 Ca 2+ , и они должны быть полезны в исследованиях, связанных с Ca 2+ -зависимыми процессами.
Исследование, проведенное в Федеральном университете Минас-Жерайс, показало следующее: 
Токсическая фракция, Phoneutria nigriventer токсин-3 (PhTx3), отменяла Ca 2+ -зависимое высвобождение глутамата, но не изменяла Ca 2+-независимая секреция глутамата при деполяризации кортикальных синаптосом головного мозга крыс с помощью 33 мМ KCl. Этот эффект, скорее всего, был связан с вмешательством в поступление кальция через потенциалзависимые кальциевые каналы, поскольку PhTx3 снижал на 50 % увеличение интрасинаптосомального свободного кальция, вызванное деполяризацией мембраны, и не влиял на высвобождение глутамата, вызванное кальциевым ионофором. (иономицин). Полипептид (Tx3-3), присутствующий во фракции PhTx3, воспроизводил эффекты фракции PhTx3 на высвобождение медиатора и внутрисинаптосомальный свободный кальций в низком наномолярном диапазоне. Мы сравнили изменения, вызванные Tx3-3, с действием токсинов, которые, как известно, блокируют кальциевые каналы в сочетании с экзоцитозом: результаты показали, что ингибирование Tx3-3 высвобождения глутамата и интрасинаптосомального кальция похоже на наблюдаемое с w-конотоксином MVIIC. Мы предполагаем, что Tx3-3 является антагонистом кальциевых каналов, который блокирует экзоцитоз глутамата.